# Херман Хот
Херман Хот (на немски: Hermann Hoth) е офицер в немската армия от 1904 до 1945 г. и достига чин генералоберст през Втората световна война. Заедно с Хайнц Гудериан развиват идеята за Блицкрига.

## Биография

#### Ранен живот и Първа световна война (1914 – 1918)
Херман Хот е роден на 12 април 1885 г. в Нойрупин, Германия. Син на военен медицински офицер. През 1904 г. се присъединява към армията като офицерски кадет. До 1914 г. достига чин хауптман и служи в Генералния щаб. Участва в Първата световна война, където командва различни формации. Приключва войната в щаба на пехотна дивизия.

##### Междувоенен период
След войната служи в Райхсвера. През 1935 г. при сформирането на Вермахта вече е командир на 18-а пехотна дивизия с чин генерал-майор. През 1938 г. е издигнат в чин генерал-лейтенант и получава ръководството на 15-и корпус. Води формацията по време на кампанията в Полша. Става един от първите офицери носители на Рицарски кръст.

#### Втора световна война (1939 – 1945)
По време на кампанията на запад ръководи 10-а армия. На 19 юли 1940 г. е издигнат в чин генерал (full general). За операция Барбароса му е поверено командването на 3-та танкова група. Под негово командване формацията прониква дълбоко в съветската територия и овладява Минск, Витебск и взема голям брой военнопленници. След това участва в настъплението към Москва. На 17 юли 1941 г. Хот е награден с дъбови листа към Рицарския кръст. През октомври е прехвърлен в южния сектор на Източния фронт. Там поема командването на 17-а армия с чин генералоберст. Води формацията в боевете край Харков и Дон. През лятото на 1942 г. поема командването 4-та танкова армия. Участва в операция Зимна буря, неуспешния опит за изграждане на коридор към обградената 6-а армия при Сталинград. През февруари-март 1943 г. Хот участва в решителната германска победа по време на третата битка при Харков.
През юли 1943 г. участва в операция Цитадела. За нея на Хот е поверено командването на армия съставляваща ариергарда на южния фланг на немското настъпление. В състава и влизат 2-ри СС танков корпус, 48-и танков корпус и 52-ри корпус. Атаката започва на 5 юли. В началото формацията постига бърз успех и нанася тежки загуби на 6-а гвардейска армия. Дълбочината на изградените съветски защитни линии и наличните съветски резерви намалява скоростта на настъпление и започват да нанасят все по-големи загуби. На 12 юли Червената армия започва контраофанзива, операция Кутузов, в посока издатината при Орел. В допълнение на 9 юли започва съюзническия десант в Сицилия и Хитлер изтегля някои от най-добрите формации.
На 15 септември 1943 г. Хот е награден с мечове към Рицарския кръст. През ноември съветските войски превземат Киев, което ядосва Хитлер. На 10 декември Хот е освободен от командване, поставен е в резерва и не получава ново назначение до края на войната.

#### Пленяване и смърт
След войната към Хот са повдигнати обвинения за военни престъпления извършени от войниците под негово командване. През 1948 г. е признат за виновен и е осъден на 15 години затвор. Излежава шест от тях, след което е освободен от затвора Ландсберг. Прекарва част от времето като пише за военна история. Умира на 25 януари 1971 г. в Гослар, Германия.

## Военна декорация
| - Германски орден „Железен кръст“ (1914) – II (?) и I степен (?) - Рицарски кръст на Хоенцолерн (?) – с мечове - Австро-Унгарски кръст „За военна заслуга“ (?) – III степен (?) - Баварски кръст „За военна заслуга“ (?) – II степен (?) - Германска „Танкова значка“ (?) – сребърна (?) - Български кръст „За военна заслуга“ (?) – IV степен (?) - Германски орден „Кръст на честта“ (?) - Хамбургски орден „Ханзейски кръст“ (?) | - Турски кръст „За военна заслуга“ (?) - Германска „Значка за раняване“ (?) – черна (?) - Рицарски кръст с дъбови листа и мечове - Носител на Рицарски кръст (27 октомври 1939) - Носител на Дъбови листа № 25 (17 юли 1941) - Носител на Мечове № 35 (15 септември 1943) - Упоменат 5-пъти в ежедневния доклад на „Вермахтберихт“ (?) |